# CBERS-5
CBERS-5 (da série Satélite Sino-Brasileiro de Recursos Terrestres) é um projeto de satélite de observação da Terra, resultado de um acordo sino-brasileiro que encontra-se atualmente em estágio de planejamento e aguarda aprovação por parte da China e Brasil.

## Projeto
O CBERS-5, juntamente com o CBERS-6, que assim como o satélite CBERS-4A, também integram o Plano Decenal de Cooperação Espacial entre Brasil e China, devem ter os estudos de seus projetos concluídos até o final do ano de 2015, conforme ficou decidido na reunião que aprovou o desenvolvimento do CBERS-4A, realizada entre a Agência Espacial Brasileira (AEB) e a Administração Espacial Nacional da China (CNSA, na sigla em inglês) no dia 20 de abril de 2015, no Instituto Nacional de Pesquisas Espaciais (INPE), em São José dos Campos (SP), conduzida pelo presidente da AEB, José Raimundo Braga Coelho, e pelo vice-diretor da CNSA, Wu Yanhua.
Estes dois satélites fará parte de uma nova geração de satélites de observação da Terra. Estes satélites serão mais avançados do que os seus antecessores, visando a continuidade do programa CBERS.
No dia 6 de junho de 2024, os governos do Brasil e China assinaram a "Declaração Conjunta de Intenções para o desenvolvimento do satélite CBERS-5."